# Jean Machi
Jean Manuel Machi (né le 1er février 1982 à El Tigre, Anzoátegui, Venezuela) est un lanceur de relève droitier des White Sox de Chicago de la Ligue majeure de baseball.
Il lance pour les Giants de San Francisco lors de leur conquête de la Série mondiale 2014.

## Carrière

### Giants de San Francisco
Jean Machi signe son premier contrat professionnel en 2000, à l'âge de 18 ans, avec les Phillies de Philadelphie. Il passe 11 années dans les ligues mineures de baseball avant d'atteindre les Ligues majeures à l'âge de 30 ans. Dans les mineures, Machi évolue pour des clubs affiliés aux Phillies, aux Rays de Tampa Bay, aux Blue Jays de Toronto et aux Pirates de Pittsburgh avant de se joindre à l'organisation des Giants de San Francisco en 2011. Il fait ses débuts dans le baseball majeur pour les Giants le 3 septembre 2012, lançant une manche parfaite en relève face aux Diamondbacks de l'Arizona. 
Après 8 sorties au monticule pour San Francisco en 2012, Machi joue sa saison recrue en 2013. Il vient lancer 51 fois et maintient une excellente moyenne de points mérités de 2,38 en 53 manches au monticule, enregistrant 51 retraits sur des prises. Il remporte 3 parties contre une défaite et reçoit sa première victoire dans les majeures le 29 septembre 2013 sur les Diamondbacks de l'Arizona. Il est le lanceur gagnant du premier match de la saison suivante des Giants le 31 mars 2014 en Arizona.
Il connaît une autre brillante saison en 2014 avec une moyenne de points mérités de 2,58 en 66 manches et un tiers lancées. Il remporte 7 victoires, n'encaisse qu'une défaite et réalise deux sauvetages en 71 sorties en relève. Il ne s'avère cependant pas à la hauteur à ses premières séries éliminatoires, où il accorde 5 points mérités en 5 manches et deux tiers lancées, pour une moyenne de 7,94. Il alloue 3 points en 3 sorties lors de la Série mondiale 2014, mais savoure finalement la conquête du titre par les Giants.
Ses insuccès de l'automne 2014 se transportent à la saison 2015 : sa moyenne de points mérités s'élève à 5,14 après 33 matchs joués et 35 manches lancées pour les Giants cette année-là.

### Red Sox de Boston
Rejeté par les Giants après une difficile première moitié de saison, Machi est le 28 juillet 2015 réclamé au ballottage par les Red Sox de Boston.
En 58 manches lancées en 2015 - 35 pour les Giants et 23 pour les Red Sox - Machi remet une moyenne de points mérités de 5,12. Cette mauvaise saison, la première si difficile, fait passer en un an sa moyenne en carrière de 2,71 à 3,47.

### Mariners de Seattle
Machi est mis sous contrat par les Cubs de Chicago le 14 décembre 2015 mais ne lance pas dans les majeures en 2016. Il revient au plus haut niveau en 2017 avec les Mariners de Seattle. Machi joue 5 matchs en 2017 pour les Mariners de Seattle, n'accorde qu'un point mérité en 7 manches et deux tiers et remporte une victoire.

### White Sox de Chicago
Le 24 juillet 2017, Seattle échange Machi aux White Sox de Chicago.